# 西谷站
西谷站（日语：／ Nishiya eki */?），位於日本神奈川縣橫濱市保土谷區西谷町，為相模鐵道本線和相鐵新橫濱線的鐵道車站。車站編號SO08。
作為西谷管區管理上星川－鶴峰之間。

## 歷史

### 年表
- 1926年（大正15年）12月1日：開業。當初是下行方向側式2面3線月台。
- 1966年（昭和41年）5月1日：跨站式站房完工[1]，月台2面4線化。
- 2010年（平成22年）4月：為了進行相鐵新橫濱線的建設準備，1號月台（下行）軌道暫時拆去。
- 2012年（平成24年）4月：為了進行相鐵新橫濱線的建設準備，4號月台（上行）軌道暫時拆去。
- 2019年（令和元年）11月30日：相鐵新橫濱線（JR直通線）此站－羽澤橫濱國大站間開業，隨着與JR線開始直通運轉，1、4號月台重新啟用[2]。同日實施的時刻表改正將特急與快速合併，新設的通勤特急與通勤急行停靠此站[注 1]。由此起本線直通泉野線的列車全部停靠此站。然而急行繼續通過此站[3]。

### 新線計劃
相鐵新橫濱線構想是利用自此站起至JR東海道貨物線羽澤橫濱國大站作為「相鐵·JR直通線」新線建設的都市計劃，在2010年3月15日確定。另外，羽澤橫濱國大站途經新橫濱站、新綱島站至東急電鐵日吉站的路段，東急電鐵已經在2012年10月接受國土交通省的工程施工認可。
相鐵·JR直通線在2019年11月30日開業，相鐵·東急直通線則預定在2022年度下期開業。此站起相鐵線途經羽澤橫濱國大站前往JR東日本的横須賀線、湘南新宿線，以及途經日吉站前往東急電鐵的東橫線、目黑線，各自互相直通運行，以加強與東京都心的連接。

## 車站構造
島式月台2面4線的地面車站，內側2、3號月台為本線，外側1、4號月台往相鐵新橫濱線的羽澤橫濱國大站、JR線方向。

### 月台配置
| 月台 | 路線         | 方向 | 目的地                             | 備註                    |
| ---- | ------------ | ---- | ---------------------------------- | ----------------------- |
| 1    | 本線         | 下行 | 大和、海老名、湘南台方向           | 只限由 相鐵新橫濱線直通 |
| 2    | 本線         | 下行 | 大和、海老名、湘南台方向           |                         |
| 3    | 本線         | 上行 | 橫濱方向                           |                         |
| 4    | 相鐵新橫濱線 | 上行 | 羽澤橫濱國大、新橫濱方向、JR線直通 |                         |

- 2、3號月台是主本線，1、4號月台是待避線（副本線）。

## 圖片

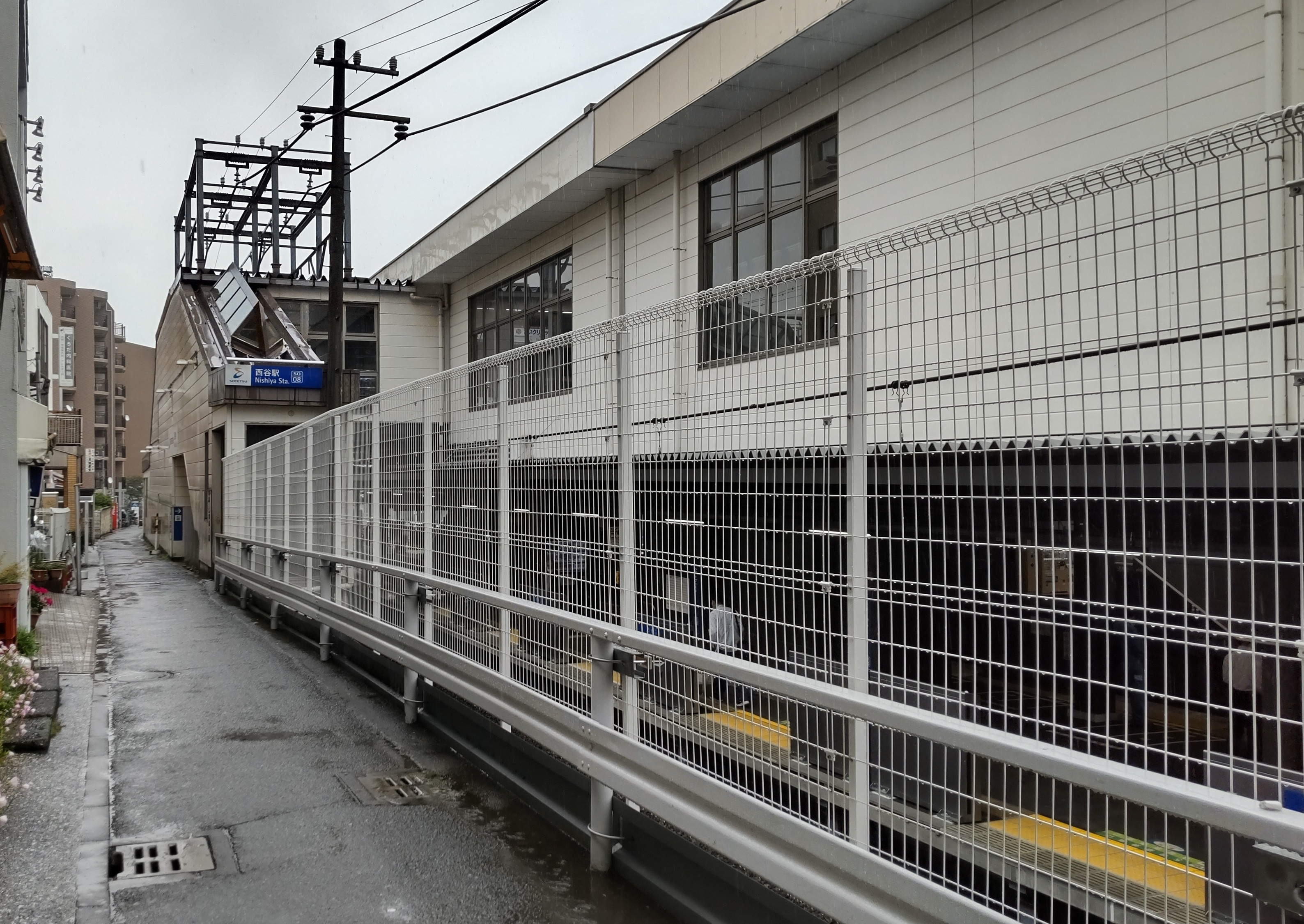
北口（2021年5月）
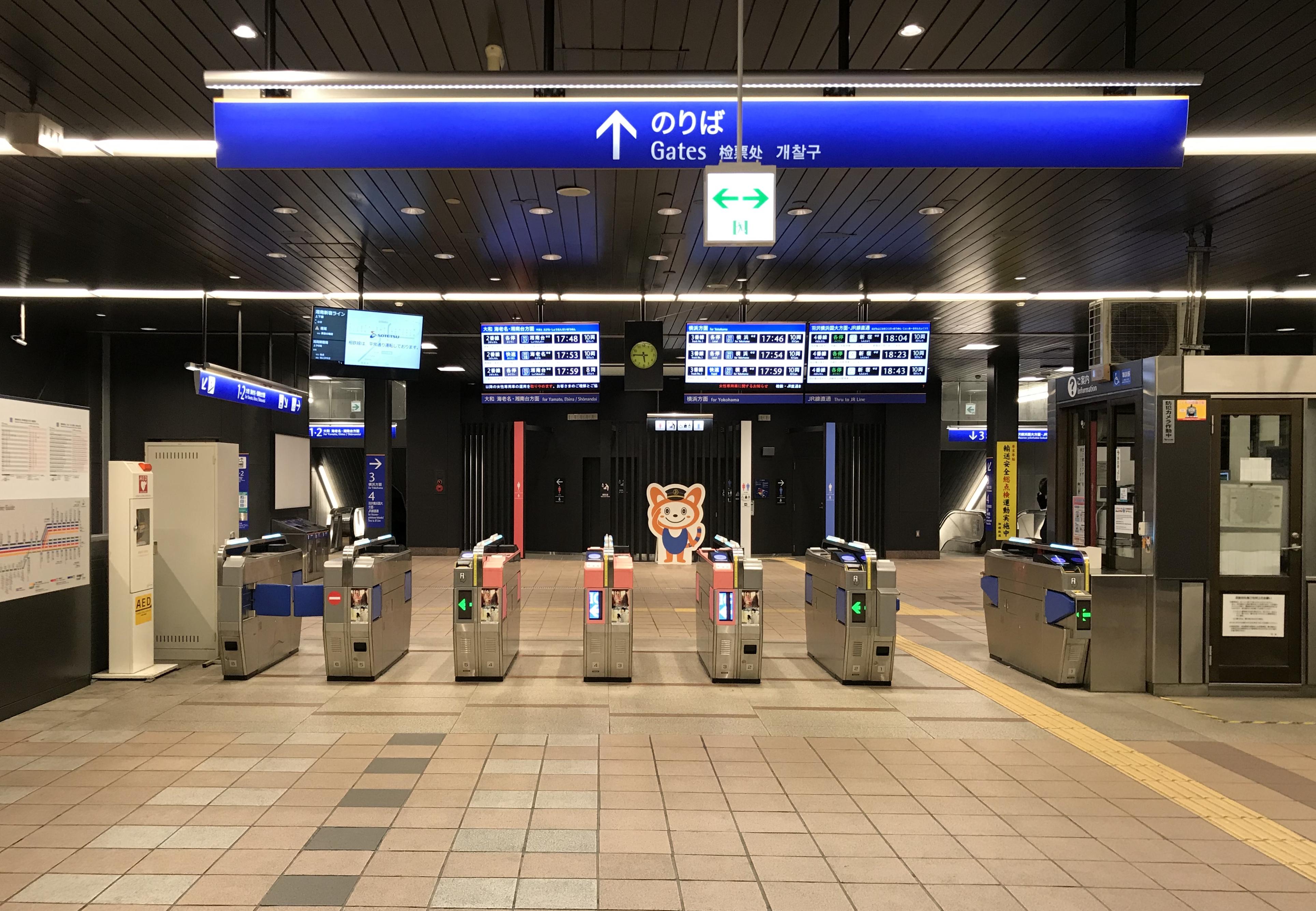
檢票口（2019年12月）
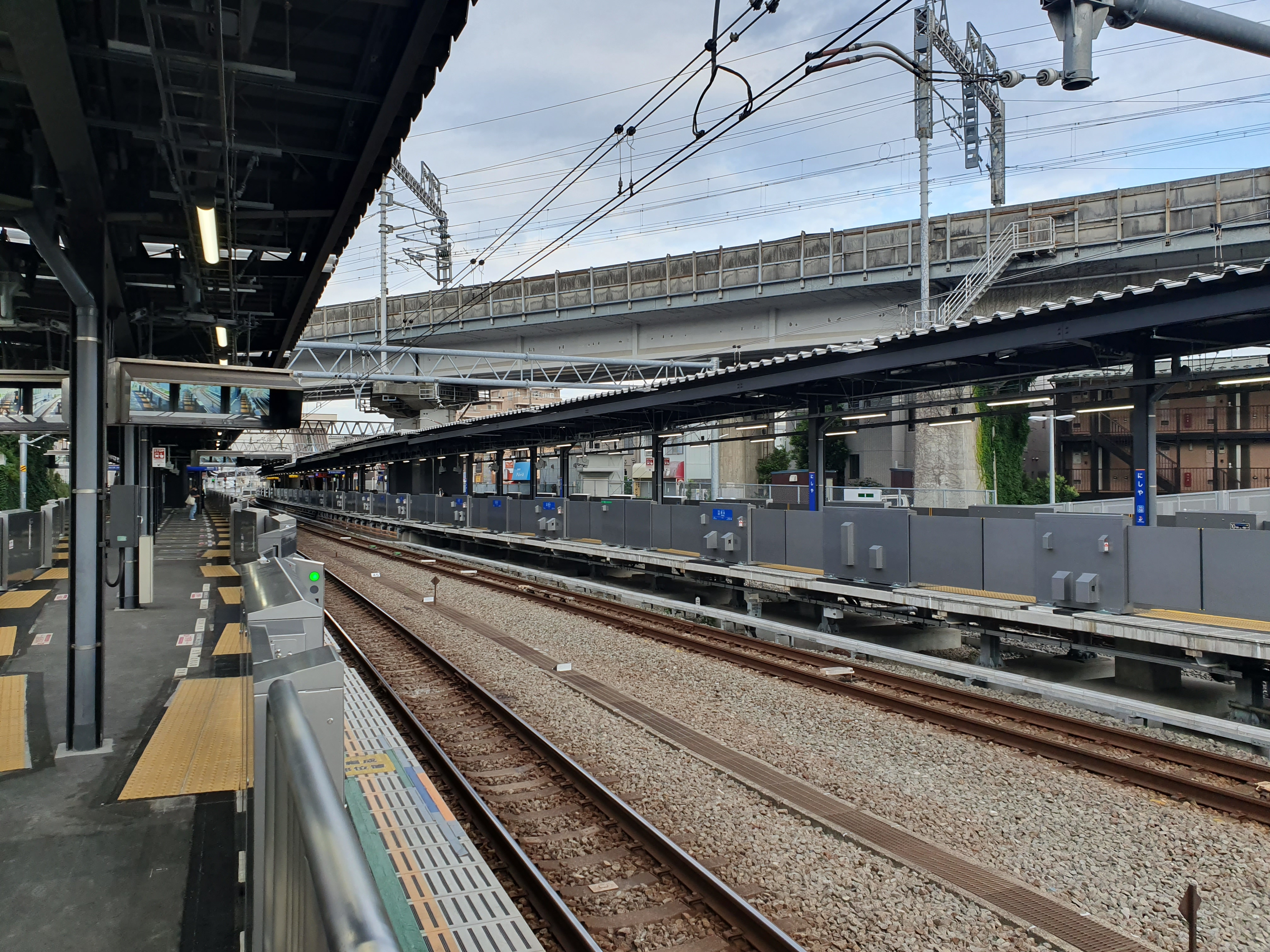
月台（2021年6月）

## 利用狀況
2016年度1日平均上下車人次為23,208人。
近年1日平均上下、上車人次推移如下表。
| 年度               | 1日平均 上下車人次 | 1日平均 上車人次 | 來源     |
| ------------------ | ------------------ | ---------------- | -------- |
| 1980年（昭和55年） |                    | 14,315           |          |
| 1981年（昭和56年） |                    | 14,967           |          |
| 1982年（昭和57年） |                    | 15,411           |          |
| 1983年（昭和58年） |                    | 15,571           |          |
| 1984年（昭和59年） |                    | 15,603           |          |
| 1985年（昭和60年） |                    | 16,233           |          |
| 1986年（昭和61年） |                    | 16,573           |          |
| 1987年（昭和62年） |                    | 16,847           |          |
| 1988年（昭和63年） |                    | 17,044           |          |
| 1989年（平成元年） |                    | 17,082           |          |
| 1990年（平成02年） |                    | 16,699           |          |
| 1991年（平成03年） |                    | 16,355           |          |
| 1992年（平成04年） |                    | 15,896           |          |
| 1993年（平成05年） |                    | 15,729           |          |
| 1994年（平成06年） |                    | 15,296           |          |
| 1995年（平成07年） |                    | 15,173           | [ 11 ]   |
| 1996年（平成08年） |                    | 14,542           |          |
| 1997年（平成09年） |                    | 14,104           |          |
| 1998年（平成10年） |                    | 13,673           | [ * 1 ]  |
| 1999年（平成11年） | 27,662             | 12,907           | [ * 2 ]  |
| 2000年（平成12年） | 27,346             | 12,796           | [ * 2 ]  |
| 2001年（平成13年） | 26,549             | 12,547           | [ * 3 ]  |
| 2002年（平成14年） | 25,700             | 12,176           | [ * 4 ]  |
| 2003年（平成15年） | 25,952             | 12,320           | [ * 5 ]  |
| 2004年（平成16年） | 25,675             | 12,224           | [ * 6 ]  |
| 2005年（平成17年） | 25,636             | 12,226           | [ * 7 ]  |
| 2006年（平成18年） | 25,181             | 11,961           | [ * 8 ]  |
| 2007年（平成19年） | 25,212             | 12,120           | [ * 9 ]  |
| 2008年（平成20年） | 24,889             | 12,032           | [ * 10 ] |
| 2009年（平成21年） | 24,360             | 11,793           | [ * 11 ] |
| 2010年（平成22年） | 23,930             | 11,628           | [ * 12 ] |
| 2011年（平成23年） | 23,327             | 11,361           | [ * 13 ] |
| 2012年（平成24年） | 23,593             | 11,512           | [ * 14 ] |
| 2013年（平成25年） | 23,973             | 11,702           | [ * 15 ] |
| 2014年（平成26年） | 23,194             | 11,426           | [ * 16 ] |
| 2015年（平成27年） | 23,398             | 11,529           | [ * 17 ] |
| 2016年（平成28年） | 23,208             | 11,447           |          |

## 站名由來
來自車站所在地過去的地名「都筑郡西谷村」。

## 相鄰車站
相模鐵道
 本線
■特急
橫濱（SO01）－西谷（SO08）－二俁川（SO10）
■通勤特急、■通勤急行（皆只限平日早上上行運行）
橫濱（SO01） ← 西谷（SO08） ← 鶴峰（SO09）
■急行
通過
■快速
星川（SO05）－西谷（SO08）－鶴峰（SO09）
■各站停車
上星川（SO07）－西谷（SO08）－鶴峰（SO09）
 相鐵新橫濱線（JR直通線）
■■特急
羽澤橫濱國大（SO51）－西谷（SO08）－二俁川（SO10）
■■各站停車
羽澤橫濱國大（SO51）－西谷（SO08）－鶴峰（SO09）
此站－上星川站之間至1960年為止曾經存在新川島站。

## 外部連結
- 西谷 - 相模鐵道